# Francisco Acuña de Figueroa
Œuvres principales
Orientales, la Patria o la tumba
Paraguayos, República o muerte
Francisco Acuña de Figueroa (Montevideo, 1791–1862) est un écrivain et poète uruguayen du XIXe siècle, auteur des hymnes nationaux du Paraguay et l'Uruguay. 

## Biographie
En dépit d'être l'auteur de l'hymne national de l'Uruguay, il ne prend pas en charge la cause de l'indépendance et il est resté fidèle à l'Espagne. Il fut exilé au Brésil mais retourné à Montevideo où José Gervasio Artigas a été défait en 1816. En plus de son écriture, il a occupé les postes de Trésorier de l'État (il succède à son père), de membre de la Commission de censure des pièces de théâtre (en 1846), et directeur de la Bibliothèque publique et le musée (1840-1847).
Il est l'auteur des lettres de l'hymne national uruguayen et de l'hymne national du Paraguay. Il a également produit un important travail littéraire, recueilli par lui en 1848 et publié à titre posthume en 1890 en 12 volumes sous le titre général de Œuvres complètes. Il se compose de nombreux poèmes, histoires, etc. Plusieurs de ses œuvres ont une forte tonalité satirique,.

## Œuvres
- Las Toradas
- La Malambrunada